# Марианска кула
Марианската кула (на гръцки: Πύργος των Μαριανών) е средновековно отбранително съоръжение, разположено на Халкидическия полуостров.

## Местоположение
Кулата е на 1,5 km северно от развалините на античния град Олинт, от лявата страна на пътя към Полигирос. Носи името на селището, възникнало до античния град, което до 1929 година се казва Мариана.

## История
Кулата е охранителна, а не жилищна и е построена в 1374 година, за да охранява имоти на манастира Дохиар. За първипът името Амариана (Αμαριανά) се среща в документ от 996 година. В 1373 година великата доместикиса Анна Кантакузини Палеологина, собственичка на имение в Амариана при Каламария, ще го продаде с одобрението на съпруга си на манастира Дохиар за една трета от стойността му - 600 хиперпири. Останалата част от стойността ще се счита за дарение на манастира за спасението на душите. Монасите построяват кулата.
Вероятно от XVI век става турски чифлик и остава такъв до 1912 година. По едно време в кулата се заселва турчин на име Ериф Челепби, който обирал пътниците.
В 1981 година кулата е обявена за защитен паметник на културата.

## Описание
Това е един от най-добрите примери за византийски кули на Халкидики. Изградена е от камъни от съседната кариера, с използване на керамични плочки и архитектурни елементи от руините на Олинт. Днес кулата е запазена до височина от около 12 m и има три етажа, като оригиналната ѝ височина е била 15 m. Входът е 2 m от земната повърхност и се е влизало със стълба. След входа има малък вестибюл и вляво вита стълба, водеща към първия етаж. Основната площ е покрита със сводест тухлен покрив и вероятно е била резервоар. Стените на първия етаж са запазени само частично, докато нишите в тях издават съществуването на параклис. От втория етаж е оцеляла само малка част от долните му стени.
Интересни елементи в зидарията, освен малкото мраморни елементи - колони и пиластри, от древния Олинтос, са един анаглиф и две керамопластични украси. Анаглифът е на фасадата и представлява литиен кръст между две листа. Също така на фасадата с тухли са оформени кръст и съкращението ΙC XC N K (Ιησούς Χριστός Νικά). Сводестата ниша над входа е служела за поместване на образа на светеца-покровител. На южната стена също оформена с керамика е кръстограмата на манастира Дохиар.
Кулата е била оградена от стена, която е ограждала хълма, както и параклиса, част от който е запазен на около 150 m.
На разстояние 150 m североизточно от кулата, от другата страна на пътя е разкрита забележителната голяма раннохристиянска базилика „Свети Николай“.